# Boku no Hero Academia
Boku no Hero Academia (яп. 僕のヒーローアカデミア, Боку но Хі: ро: Академіа, англ. My Hero Academia, «Моя Академія Героїв») — манґа, яку написав та проілюстрував Кохей Хорікоші та яка випускалась у Weekly Shonen Jump з 7 липня 2014 року по 5 серпня 2024 року. Серія була ліцензована для випуску англійською мовою Viz Media і почала виходити в їх щотижневому цифровому журналі Weekly Shonen Jump 9 лютого 2015 року. Пізніше вийшла аніме-адаптація манґи, перший сезон якого транслювався з 3 квітня по 26 червня 2016 року. Другий сезон був анонсований відразу після закінчення першого, його прем'єра відбулася 25 березня 2017 року. Прем'єра 3 сезону відбулася 7 квітня 2018 року. Прем'єра 4 сезону відбулася 12 жовтня 2019 року. Прем'єра 5 сезону відбулася 27 березня 2021 року. 3 серпня 2018 року вийшов перший анімаційний фільм під назвою My Hero Academia: Two Heroes. Другий анімаційний фільм під назвою My Hero Academia: Heroes Rising вийшов 20 грудня 2019 року. Третій анімаційний фільм My Hero Academia: World Heroes Mission вийшов 6 серпня 2021 року. Прем'єра 6 сезону відбулася 1 жовтня 2022 року. 7 сезон почав виходити 4 травня 2024 року. Вихід фінального сезону запланований на 2025 рік Є плани для створення ігрового фільму компанії Legendary Entertainment.
Манґа отримала Премію Харві у 2019 році в номінації «Краща манґа». Після виходу 30 томи 2 квітня 2021 року загальний наклад манґи в усьому світі досяг 50 млн примірників, з них 13 млн вийшло за межами Японії. Як манґа, так і аніме-адаптація отримали позитивний відгук як від критиків, так і від глядачів і вважаються одними з кращих у 2010-х роках.

## Сюжет
Дія відбувається в світі, де більшість людей народжується з незвичайною здатністю, яка називається «примха» (яп. 個性, Косей). Однак головний герой, Ізуку Мідорія, народився без особливих здібностей. Мріючи коли-небудь стати Героєм (яп. ヒーロー, Хі:ро:), він наполегливо намагається досягти небувалої сили та наблизитися до своєї мрії. Після зустрічі зі своїм кумиром Всемогутнім він отримує власні суперсили й вирішує вступити до Академії Юей (UA) (яп. 雄英高校, Ю:ей Ко:ко:). Попри практично провальне вступне випробування, Ізуку таки вступає в бажаний навчальний заклад.

## Головні персонажі
- Ізуку Мідорія (яп. 緑谷 出久 Мідорія Ізуку) також знаний як Деку (яп. デク) протагоніст манґи і аніме «Моя геройська академія». Всупереч тому, що він народився без примхи, йому вдалося привернути увагу легендарного героя Всемогутнього, після чого став дев'ятим користувачем примхи «Один за всіх» і отримав можливість вступити в академію «UA» на геройський факультет.

Сейю: Дайкі Ямашіта
- Кацукі Бакуґо (яп. 爆豪 勝己 Бакуґо: Кацукі) або ж Каччян (яп. かっちゃん) як називали його друзі дитинства, студент класу 1-A академії «UA» і дейтерагоніст серіалу.

Сейю: Нобухіко Окамото
- Тошінорі Яґі (яп. 俊 典), знаніший як Всемогутній (яп. オ ー ル マ イ ト О:румайто), герой № 1. Також навчає початківців героїв в «UA». До знайомства зі своїм учителем, який передав йому «Один за всіх», Тошінорі Яґі взагалі не мав ніякої примхи. За п'ять років до зустрічі з Ізуку, Тошінорі Яґі бився з дуже сильним лиходієм, відомим як «Сенсей», який мав примхою, званої «Всі за одного», внаслідок чого Тошінорі Яґі отримав серйозну травму, що обмежує використання його примхи.

Сейю: Кента Міяке
- Шото Тодорокі (яп. 轟 焦 凍), або ж просто Шото (яп. シ ョ ー ト Се:то), один з найсильніших студентів першого курсу академії «UA». Шото - син героя № 2, Endeavor, який хотів зробити з нього самого сильного героя, а тому спеціально уклав шлюб з метою виведення ідеальної примхи. Примха Шото дозволяє йому генерувати полум'я з лівої сторони тіла і лід з правого, але через відразу до батька, в бою він використовує тільки праву сторону

Сейю: Юкі Каджі

## Медіа

### Манґа
Манґа почала публікацію в журналі Weekly Shonen Jump 7 липня 2014 року. Завершилася після десятирічної серіалізації 5 серпня 2024 року. Станом на серпень 2024 року, вийшло 41 том манґи в форматі танкобонів. 
Американська компанія Viz Media придбала права на розповсюдження манґи на території Північної Америки. 4 серпня 2015 року вийшов перший том англійською мовою. 2 серпня 2016 року було ліцензовано 5 томів.

### Аніме
Про аніме оголосило TOHO Group, зареєструвавши доменне ім'я «heroaca.com» як вебсайт аніме. Режисером виступив Кенджі Наґасакі, сценаристом Есуке Курода, дизайном персонажів займався Йошікіхо Умакоші та музику написав Юкі Хаяші. Серіал йшов на MBS і інших каналах Japan News Network о 5 вечора неділями в Японії. Відкриваюча тема першого сезону «The Day» виконувалася Porno Graffitti, закриваюча тема «Heroes» у виконанні Brian the Sun. Відкриваючу тему другого сезону «Peace Sign» (ピ ー ス サ イ ン) виконав Кенші Йонедзу, закриваючу тему другого сезону «Dakara, Hitori ja nai» (だ か ら, ひ と り じ ゃ な い) виконувалася групою Little Glee Monster. Відкриваючу тему другої частини другого сезону «Sora ni Utaeba» (空 に 歌 え ば) виконав amazarashi, а тему, яка закриває другу частину другого сезону «Datte Atashi no Hero.» (だ っ て ア タ シ の ヒ ー ロ ー.), виконала LiSA. Відкриваючу тему третього сезону «ODD FUTURE» виконувалася UVERworld, а закриває першу частину третього сезону тема «Update» (ア ッ プ デ ー ト) у виконанні miwa. Відкриває другу частину третього сезону «Make my story» виконувалася Lenny code fiction, а закриває ー «Long Hope Philia <TV Limited>» (ロ ン グ ホ ー プ · フ ィ リ ア <TV Limited>) у виконанні Масакі Судой. Також, вона виконує тему фільмі «Boku no Hero Academia the Movie 1: Futari no Hero», а закриваючу тему аніме-фільму «Boku no Hero Academia the Movie 2: Heroes: Rising» виконала група sumika з піснею «Higher Ground »(ハ イ ヤ ー グ ラ ウ ン ド). Виконавець теми четвертого сезону став BLUE ENCOUNT з піснею «Polaris» (ポ ラ リ ス), виконавицею закриваючої теми стала Sayuri з піснею «Koukai no Uta» (航海 の 唄). Відкриває другу частину четвертого сезону «Star Marker» (ス タ ー マ ー カ ー) виконали KANA-BOON, а закриває ー «Shout Baby» у виконанні Ryoku Oushoku Shakai. У березні 2016 року Funimation Entertainment оголосили, що придбали ліцензію на серії для потокових послуг, а також отримали права на торговий знак. Другий сезон був оголошений в 30-му випуску Weekly Shonen Jump у 2016.
В кінці серпня 2016 року було оголошено, що буде показаний спеціальний епізод на Jump Special Anime Festa 2016.

### Відеогра
Відеогра за мотивами аніме була анонсована в листопаді 2015 року. Гру розробляла компанія Bandai Namco Studios і видала компанія Bandai Namco Entertainment для платформи Nintendo 3DS, яка, своєю чергою, вийшла в Японії 19 травня 2016 року.

## Критика
Всі 9 томів розійшлися у 5 200 000 проданих копій.
Манґа була номінована на 8-у премію Manga Taisho. До прем'єри аніме-адаптації манґака Масаші Кішімото похвалив роботу Кохей Хорікоші, додавши, що манґа буде успішною і за кордоном. Хорікоші тим часом сказав Кішімото, що «Наруто» є його основним джерелом натхнення.
Перший том досяг 7-го місця на тижневому графіку манґи Oricon з 71 575 проданими копіями. Він був розпроданий майже відразу ж після першої публікації. Том 2 досяг 6-го місця, з 167 531 копією, і на 18 січня 2015 року, було продано 205 179 копій.
Було відзначено, що історія черпає натхнення з елементів в коміксах про супергероїв, наприклад, естетику персонажів.
Алекс Осборн, рецензент сайту IGN дав аніме позитивні оцінки, пояснивши: «Перший сезон My Hero Academia становить тринадцять епізодів фантастичної дії, дуже чуттєвих історій, які обгорнуто навколо пам'ятних і свійських персонажів.» Водночас Осборн додав, що лиходії були недостатньо розвинені.